# Pływak lapoński
Pływak lapoński (Dytiscus lapponicus) – gatunek chrząszcza z rodziny pływakowatych. Owad holarktyczny o rozsiedleniu borealno-górskim. Tyrfofil preferujący torfowiska sfagnowe. Zagrożony przez degradację siedlisk. W Polsce objęty częściową ochroną gatunkową. 

## Opis
Chrząszcz o ciele długości od 22 (wg innego źródła od: 25) do 28 mm, wydłużonym i stosunkowo wąskim jak na rodzaj Dytiscus. Ubarwienie wierzchu ciała jest ciemnobrunatno-zielonkawe ze zredukowanymi ciemnymi plamami na głowie oraz żółtymi: trójkątem między oczami, szerokimi obrzeżeniami wszystkich krawędzi przedplecza i plamami lub liniami na pokrywach. Spód ciała jest żółtawy lub jasnobrunatny, przy czym na spodzie segmentów odwłoka występują czarne plamy lub obrzeżenia. Podgięcia pokryw są wąskie i niespłaszczone. Wyrostki zabiodrza mają wierzchołki wyraźne, spiczaste i długie, choć krótsze niż u D. circumflexus. U większości samic na pokrywach występuje 10 podłużnych żłobień i bardzo gęste punktowanie. Samice pozbawione żłobień występują głównie w populacjach północnoeuropejskich. Samce cechują się obecnością 2 większych i 220–250 drobnych przyssawek na stopach przednich odnóży i 750–800 drobnych przyssawek na stopach odnóży środkowych.
Larwy osiągają w pierwszym stadium 25–30 mm, w drugim stadium 30–40 mm, a w trzecim 45–50 mm długości ciała. Mają niedużą, stosunkowo szeroką, w obrysie trójkątną o wyraźnie rozbieżnych ku przodowi bokach głowę. Ich nadustek ma silnie łukowato wypukłą krawędź, a bródka jest trapezowata. Szyja jest o mniej więcej połowę węższa od głowy. Przednie odnóża mają tylne części dolnych krawędzi stóp pozbawione włosów pływnych. W tylnej parze odnóży biodra są o ok. ⅔ dłuższe niż stopy. Przez środek tergitów biegnie podwójny ciemny pas, niekiedy z jasnym, rozmytym prążkiem środkowym.

## Występowanie
Owad tyrfofilny. Zamieszkuje wszelkie typy torfowisk, od niskich po wysokie, ale szczególnie preferuje torfowiska sfagnowe, gdzie jest częstszy i znacznie liczebniejszy. Spotykany również w stawach i jeziorach w pobliżu torfowisk oraz w innych wodach bagiennych. W rejonach górskich, np. Alpach, zasiedla jeziora oligotroficzne z dnem żwirowatym lub kamienistym. Na nizinach znajdowany bywa też w stawach morenowych o niskim stopniu eutrofizacji. Larwy obserwuje się od wiosny lub lata.
Gatunek holarktyczny o rozsiedleniu borealno-górskim. W Nearktyce znany tylko z Kanady.  W Palearktyce wykazany został z Białorusi, Belgii, Czech, Danii, Estonii, Finlandii, Francji, Gruzji, Holandii, Irlandii, Kazachstanu, Litwy, Łotwy, Niemiec, Norwegii, Polski, Rumunii, Rosji z Syberią włącznie, Słowacji, Szwecji, Szwajcarii, Ukrainy i Wielkiej Brytanii, Włoch. Obok podgatunku nominatywnego wyróżnia się endemicznego dla włoskich Alp nadmorskich Dystiscus lapponicus disjunctus Camerano, 1880, którego ostatnio obserwowano w 1923 roku i obecnie uznaje się za wymarłego.
W Polsce pływak ten występuje na nielicznych stanowiskach na terenie Pojezierza Pomorskiego, Pojezierza Mazurskiego i Pobrzeża Bałtyku. Stare doniesienia spod Warszawy i Śląska uznawane są za wątpliwe.

## Zagrożenie i ochrona
Pływak lapoński jest gatunkiem osłonowym wód torfowiskowych. Zagrażają mu degradacja siedlisk oraz inwazyjne gatunki ryb jak: bass słoneczny, muławka wschodnioamerykańska, sumik karłowaty i sumik czarny. Ponadto imagines często nie są zdolne do lotu, wskutek czego mają małe możliwości dyspersji. Populacje tego gatunku często są silnie izolowane i tym samym mało różnorodne genetycznie. Niebezpieczne dla niego jest również osuszanie zbiorników wodnych w ramach zabiegów renowacyjnych. W Wielkiej Brytanii jako zagrożenie wymienia się wzrost temperatur w okresie letnim.
W Polsce pływak ten objęty jest od 2014 częściową ochroną gatunkową. W 2002 roku został przez Pawłowskiego i innych umieszczony na Czerwonej liście zwierząt ginących i zagrożonych w Polsce ze statusem narażonego na wyginięcie (VU), jednak zdaniem Buczyńskiego i Przewoźnego powinien on mieć kategorię zagrożonego wyginięciem (EN). Ochrona tego gatunku w Polsce wymaga inwentaryzacji miejsc występowania i tworzenia w nich rezerwatów przyrody. Na czerwonej liście Belgii znalazł się w 1994 z kategorią krytycznie zagrożonego. Na czerwonych listach: Niemiec z 1999, Irlandii z 2009 oraz Wielkiej Brytanii z 2010 ma status bliskiego zagrożenia.